# Morrito
Morrito è un comune del Nicaragua facente parte del dipartimento di Río San Juan.